# 295299 Nannidiana
295299 Nannidiana este un asteroid din centura principală de asteroizi.

## Descriere
295299 Nannidiana este un asteroid din centura principală de asteroizi. A fost descoperit pe 15 aprilie 2008 la Charleston, Illinois de Robert Holmes (astronom). Asteroidul prezintă o orbită caracterizată de o semiaxă mare de 2,56 ua, o excentricitate de 0,19 și o înclinație de 14,4° în raport cu ecliptica.